# Zwardoń
Zwardoń (ejtsd: Zvárdony) falu Lengyelország déli részén, a Sziléziai vajdaságban és a Żywieci járásban található a szlovák határ mentén. Közigazgatásilag a Rajczai kerület része.

## Fekvése
A település a Żywieci- és a Morva–Sziléziai-Beszkidek közt elterülő völgy déli végében fekszik, közvetlenül a hágón (Przełęcz Zwardoński) végigfutó lengyel–szlovák államhatár mellett. A határ túloldalán a Kiszuca völgye fut, a legközelebbi település Sziklaszoros (ma Skalité). A településen fut keresztül az S1 főút, és a Galiciát átszelő fontos vasútvonal, a Galizische Transversalbahn.

## Története
A környék a XVII. században Mikołaj Komorowski tulajdona volt, aki felhalmozott adósságai miatt eladta Sól falut és környékét gróf Szembeknek, aki a gyors pénzszerzés érdekében végigrabolta a föld lakóit. A völgy lakóinak jelentős része, sokan vlach pásztorok vándoroltak el vagy menekültek a hegyekbe. 1784-ben II. József utasítására épült ki a galíciai postaútvonal Biała és a Magyar Királyság között. Az útépítés fellendítette a kereskedelmet Galícia és Magyarország között, megnövelte a környékbeli nyersanyagok keresletét és az átmenő forgalmat. Csak ez a szakasz egy nappal lerövidítette a Bécs–Krakkó utat. Manapság ez a régi út a cesarka vagyis "császári" nevet viseli. 1839-ben Karol Ludwig Habsburg vette meg a földet, és gondos gazdálkodásának köszönhetően a vidék ismét felvirágzott. 
Zwardoń a környék településeihez képest meglehetősen új, viszont így sem ismert alapításának pontos dátuma. A helyi legenda szerint négy testvér telepedett le a vlach eredetű Zwardoń családból a hágó mentén a mai Myto településrészen. Itt házakat építettek maguknak és állattartással foglalkoztak a környékbeli legelőkön. Az 1715-ös żywieci adózási iratokon szerepel először a vezetéknév. Máig sok Zwardoń vezetéknevű lakos él a faluban. A falu neve először a harmadik katonai felmérés szelvényein fordul elő, illetve a falun átfutó Bécs–Lemberg vasútvonal építési dokumentumain.
A Żywiecet és Csacát összekötő vasútvonal szakaszt és a vasútállomást 1884. november 3-án adták át. A sínek hágón való átvezetése és a leendő vasútállomás helyén fekvő mocsár lecsapolása nagy földmunkát igényelt, és sok sziléziai és felvidéki munkásnak adott megélhetést, kik közül sokan letelepedtek. A vasútállomás környékén gombamód nőttek ki azok házak, amely ma Zwardoń központját jelentik. A faluban 1891-ben postahivatal épült, 1896-ben kápolna, amelyet 1906-ban kibővítettek, amelyhez a gótikus oltár Tirolból érkezett. Az egyosztályos elemi oktatás 1894-ben kezdődött meg, majd 1901-ben iskola épült a faluban és saját tanár is érkezett Józef Szymański személyében. Az egyházi munkát Zwardońban sokáig a rajczai plébános töltötte be, majd 1920-ban az egyházközség plébániát épített, és 1927-ben pap is érkezett a faluba. 1932-ben a krakkói érsek a kápolnát templomi rangra emelte, amelyet az Angyali Üdvözlet néven szenteltek fel. 1970-ben adták át a település új iskolaépületét. 1978 és 1984 között a templomot teljesen átépítették, egy nagyobb termet csatolva hozzá, ahova a szentély került, derékszögben elforgatva a belső elrendezést.
Zwardoń és Sziklaszoros között Myto rész mellett történt a határátkelés, a hozzá tartozó épületegyüttest 1995-ben adták át. 2006-ban készült el a szlovák D3 autópályát és a lengyel S1 gyorsforgalmi utat összekötő szakasz, amelyhez Myto és Groń között vájtak völgyet. A határátkelő mellett egy nagy platformot építettek, amely benzinkúttal és üzletekkel szolgálja ki a tranzitforgalmat. A schengeni egyezményt követően a határellenőrzés megszűnt, a mytoi épületeket lebontották, a falu lakói közül sokan elvesztették a munkájukat.

## Részei
Zwardoń településszerkezete az őrségi szerfalvakhoz hasonló, sok-sok pár házas különálló részek alkotják. Legfontosabb részei: Bór, Butorza, Gomułka, Graniczne, Groń, Kaniówka, Kapicówka, Lastoczka, Myto, Okrągłe, Orawcowa, Pydychy, Rachowiec, Skalane, Stańcówka, Węglarze.